# Oland (Schiff, 2016)
Die Oland ist ein Vermessungsschiff des Landesbetriebs für Küstenschutz, Nationalpark und Meeresschutz Schleswig-Holstein (LKN.SH). Sie wurde 2016 in Dienst gestellt und ist in Husum beheimatet.

## Allgemeines
Die Oland wurde als Ersatz für die Vorgängerin gleichen Namens am 7. Juli 2015 bei der SET Schiffbau- u. Entwicklungsgesellschaft Tangermünde in Auftrag gegeben. Als Baunummer 195 wurde das Schiff am 22. Oktober 2015 auf Kiel gelegt, lief am 1. Juni 2016 vom Stapel und konnte am 8. Juli 2016 an den Auftraggeber abgeliefert werden. Die Baukosten von 3,8 Millionen Euro sind aus Landesmitteln finanziert worden. Die offizielle Indienststellung erfolgte am 15. Juli 2016 im Hafen von Husum. Benannt ist das Schiff nach Oland, eine Hallig im Nationalpark Schleswig-Holsteinisches Wattenmeer.
Das Aufgabenspektrum der Oland umfasst das Auslegen von Messgeräten, die Wartung von Pegeln und die Gewässervermessung im Wattenmeer. Darüber hinaus kann das Schiff auch als Schlepper für Schuten und für das biologische Monitoring eingesetzt werden.
2020 kollidierte das Schiff während einer Messfahrt vor Sylt mit einer Buhne und schlug dabei leck. Um nicht zu sinken, wurde es vom Kapitän vor Westerland auf Grund gesetzt.

## Ausstattung
Die 22,50 Meter lange und 6,90 Meter breite Oland hat einen Tiefgang von lediglich 95 Zentimetern. Sie hat einen flachen Schiffsrumpf und kann im Watt problemlos trockenfallen. Angetrieben wird das Schiff von zwei Volvo Penta-Dieselmotoren, die auf zwei Festpropeller wirken. Bei einer Antriebsleistung von 442 kW wird eine Geschwindigkeit von zehn Knoten erreicht.
Auf dem Vor- und dem Achterschiff ist jeweils ein Schiffskran mit 1,5 t WLL installiert. Die Einrichtungen für die drei bis vier Besatzungsmitglieder erlauben auch mehrtägige Einsätze.